# Sneeuwkeelkoningstiran
De sneeuwkeelkoningstiran (Tyrannus niveigularis) is een zangvogel uit de familie Tyrannidae (Tirannen).

## Verspreiding en leefgebied
Deze soort komt voor van zuidwestelijk Colombia tot westelijk Peru.